# Vasilisa Stepanova
Vasilisa Andreyevna Stepanova (russo:  Василиса Андреевна Степанова; IPA: [vəsʲɪˈlʲisə sʲtʲɪˈpanəvə]; Tver, 26 de janeiro de 1993) é uma remadora russa, medalhista olímpica.

## Carreira
Stepanova conquistou a medalha de prata nos Jogos Olímpicos de Verão de 2020 em Tóquio, como representante do Comitê Olímpico Russo, na prova de dois sem feminino, ao lado de Elena Oriabinskaia, com o tempo de 6:51.45.